# Hiroki Itō (Fußballspieler, 1978)
Hiroki Itō (japanisch 伊藤 宏樹 Itō Hiroki; * 27. Juli 1978 in der Präfektur Ehime) ist ein ehemaliger japanischer Fußballspieler.

## Karriere
Itō erlernte das Fußballspielen in der Schulmannschaft der Niihama Technical High School und der Universitätsmannschaft der Ritsumeikan-Universität. Seinen ersten Vertrag unterschrieb er 2001 bei den Kawasaki Frontale. Der Verein spielte in der zweithöchsten Liga des Landes, der J2 League. 2004 wurde er mit dem Verein Meister der J2 League und stieg in die J1 League auf. 2006, 2008 und 2009 wurde er mit dem Verein Vizemeister der J1 League. 2007 und 2009 erreichte er das Finale des J.League Cup. Für den Verein absolvierte er 390 Ligaspiele. Ende 2013 beendete er seine Karriere als Fußballspieler.

## Erfolge
Kawasaki Frontale
- J1 League

Vizemeister: 2006, 2008, 2009
- J.League Cup

Finalist: 2007, 2009